# OFAB-100-120
OFAB-100-120 (ros. ОФАБ-100-120) – radziecka bomba odłamkowo-burząca. Poprzez montaż spadochronu hamującego może być w warunkach polowych przekształcona w bombę hamowaną OFAB-100-120TU.